# ما خطب السكرتيرة كيم؟
ما خطب السكرتيرة كيم ؟ (الكورية: 김비서가 왜 그럴까) هو مسلسل تلفزيوني كوري جنوبي تم بثه على تي في إن في 2018.
في 31 ديسمبر 2018 ، ذكرت قناة tvN انه تم بيع حقوق المسلسل مسبقًا في أكثر من 100 دولة، بما في ذلك الأمريكتان وأوروبا وآسيا.

## القصة
هذه الدراما مأخوذة عن رواية، تحكي قصة نائب رئيس مغرور ونرجسي وسكرتيرته القادرة بشدة على انجاز المهام والتي تعمل معه منذ 9 سنوات. تدير عائلة (لى يونج جين ) شركة كبيرة، يعمل ( لى يونج جين ) بها كنائب رئيس الشركة . انه ذكى ووسيم لكنه متكبر . سكرتيرته ( كيم مى سو ) عملت معه منذ ٩ سنوات وهي مثالية له، لكن ( كيم مى سو ) قررت أن تترک وظيفتها ليعرف بعدها ( لى يونج جين ) قيمته‍ا.

## بطولة
طاقم التمثيل:
| بارك سو جون | بارك مين يونغ | لي تاي هوان  | هوانغ بو را | هوانغ تشان سونغ |
| لي يونغ جون | كيم مي سو     | لي سونغ إيون | بونغ سي را  | جو جواي نام     |

## الحلقات
| الموسم | الموسم | رقم الحلقة | رقم الحلقة | رقم الحلقة | رقم الحلقة | رقم الحلقة | رقم الحلقة | رقم الحلقة | رقم الحلقة | رقم الحلقة | رقم الحلقة | رقم الحلقة | رقم الحلقة | رقم الحلقة | رقم الحلقة | رقم الحلقة | رقم الحلقة | المتوسط |
| الموسم | الموسم | 1          | 2          | 3          | 4          | 5          | 6          | 7          | 8          | 9          | 10         | 11         | 12         | 13         | 14         | 15         | 16         | المتوسط |
| ------ | ------ | ---------- | ---------- | ---------- | ---------- | ---------- | ---------- | ---------- | ---------- | ---------- | ---------- | ---------- | ---------- | ---------- | ---------- | ---------- | ---------- | ------- |
|        | 1      | 1.510      | 1.480      | 2.002      | 1.727      | 1.783      | 1.897      | 1.926      | 2.058      | 2.002      | 2.231      | 2.383      | 2.348      | 2.094      | 2.234      | 2.014      | 2.348      | 2.002   |

| الحلقة | تاريخ البث الأصلي | AGB Nielsen       | AGB Nielsen | TNmS              |
| الحلقة | تاريخ البث الأصلي | على الصعيد الوطني | سيئول       | على الصعيد الوطني |
| ------ | ----------------- | ----------------- | ----------- | ----------------- |
| 1      | 6 يونيو 2018      | 5.757٪            | 6.446٪      | 6.3٪              |
| 2      | 7 يونيو 2018      | 5.403٪            | 5.529٪      | 5.6٪              |
| 3      | 13 يونيو 2018     | 6.950٪            | 8.252٪      | 8.3٪              |
| 4      | 14 يونيو 2018     | 6.379٪            | 6.945٪      | 6.3٪              |
| 5      | 20 يونيو 2018     | 6.855٪            | 7.500٪      | 7.0٪              |
| 6      | 21 يونيو 2018     | 7.687٪            | 8.554٪      | 7.7٪              |
| 7      | 27 يونيو 2018     | 7.281٪            | 8.201٪      | 8.5٪              |
| 8      | 28 يونيو 2018     | 8.120٪            | 9.326٪      | 8.3٪              |
| 9      | 4 يوليو 2018      | 7.767٪            | 9.428٪      | 8.8٪              |
| 10     | 5 يوليو 2018      | 8.403٪            | 9.545٪      | 9.2٪              |
| 11     | 11 يوليو 2018     | 8.665٪            | 10.565٪     | 10.6٪             |
| 12     | 12 يوليو 2018     | 8.393٪            | 10.052٪     | 9.7٪              |
| 13     | 18 يوليو 2018     | 7.673٪            | 8.717٪      | 8.7٪              |
| 14     | 19 يوليو 2018     | 8.100٪            | 9.506٪      | 9.2٪              |
| 15     | 25 يوليو 2018     | 7.107٪            | 7.725٪      | 8.0٪              |
| 16     | 26 يوليو 2018     | 8.602٪            | 10.001٪     | 9.8٪              |
| معدل   | معدل              | 7.446٪            | 8.518٪      | 8.3٪              |

## الإنتاج
تمت القراءة الأولى للسيناريو في 10 أبريل 2018 ، في إستوديو دراغون في سانجام دونج ، سيول ، كوريا الجنوبية.
قدمت مازيراتي كوريا سيارات لي يونغ جون ولي سونغ يون ومجموعة يو ميونغ، السيارات المعروضة في الدراما تشمل مازيراتي جيبلي (يقودها يونج جون) مازيراتي ليفانتي (يقودها سونج يون) مازيراتي جران توريزمو (يقودها يونج جون) ، ومازيراتي كواتروبورتي  (يقودها يونغ جون).
عُقد المؤتمر الصحفي للدراما في 30 مايو 2018، في ميدان التايمز في سيئول بحضور الممثلين الرئيسيين وطاقم العمل.

## روابط خارجية
- ما هو الخطأ مع وزير كيم؟ على موقع IMDb (الإنجليزية)
- ما هو الخطأ مع وزير كيم؟ على موقع نتفليكس (الإنجليزية)
- ما هو الخطأ مع وزير كيم؟ على موقع كينوبويسك (الروسية)
- ما هو الخطأ مع وزير كيم؟ على موقع قاعدة بيانات الفيلم (الإنجليزية)